# Takabayashi Yuki
Yuki Takabayashi (sinh ngày 22 tháng 5 năm 1980) là một cầu thủ bóng đá người Nhật Bản.

## Sự nghiệp câu lạc bộ
Yuki Takabayashi đã từng chơi cho Shimizu S-Pulse, Sagan Tosu, Montedio Yamagata và TDK.